# Rhizomucor
Rhizomucor — рід грибів родини Lichtheimiaceae. Назва вперше опублікована 1900 року.

## Класифікація
Згідно з базою MycoBank до роду Rhizomucor відносять 11 офіційно визнаних видів:
- Rhizomucor chlamydosporus
- Rhizomucor endophyticus
- Rhizomucor miehei
- Rhizomucor nainitalensis
- Rhizomucor pakistanicus
- Rhizomucor parasiticus
- Rhizomucor pusillus
- Rhizomucor regularior
- Rhizomucor septatus
- Rhizomucor tauricus
- Rhizomucor variabilis